# Gunnar Pohjola
Arvo Gunnar Pohjola, född 25 december 1927 i Tyrvis, död 27 februari 2008 i Tammerfors, var en finländsk målare och grafiker. 
Pohjola studerade vid Finlands konstakademis skola 1952–1955. Han var en populär konstnär med sina lätt surrealistiska med en melankolisk humor kryddade målningar i litet format. Också i hans grafik återkommer liknande teman. Han utförde större arbeten, bland annat ett antal väggmålningar i Tammerfors med omgivningar.